# ناتان باکستر
ناتان باکستر (انگلیسی: Nathan Baxter؛ زادهٔ ۸ نوامبر ۱۹۹۸) بازیکن فوتبال اهل انگلستان است.
از باشگاه‌هایی که در آن بازی کرده‌است می‌توان به باشگاه فوتبال سولیهال مورس، باشگاه فوتبال ووکینگ، آکادمی و تیم دوم باشگاه فوتبال چلسی، باشگاه فوتبال متروپولیتان پلیس، و باشگاه فوتبال یئوویل تاون اشاره کرد.